# 馬里亞諾·巴普蒂斯塔
馬里亞諾·巴普蒂斯塔（西班牙語：Mariano Baptista，1832年7月16日—1907年3月19日），玻利維亞政治人物，曾于1892年至1896年擔任玻利維亞總統。